# Strymon (bướm)

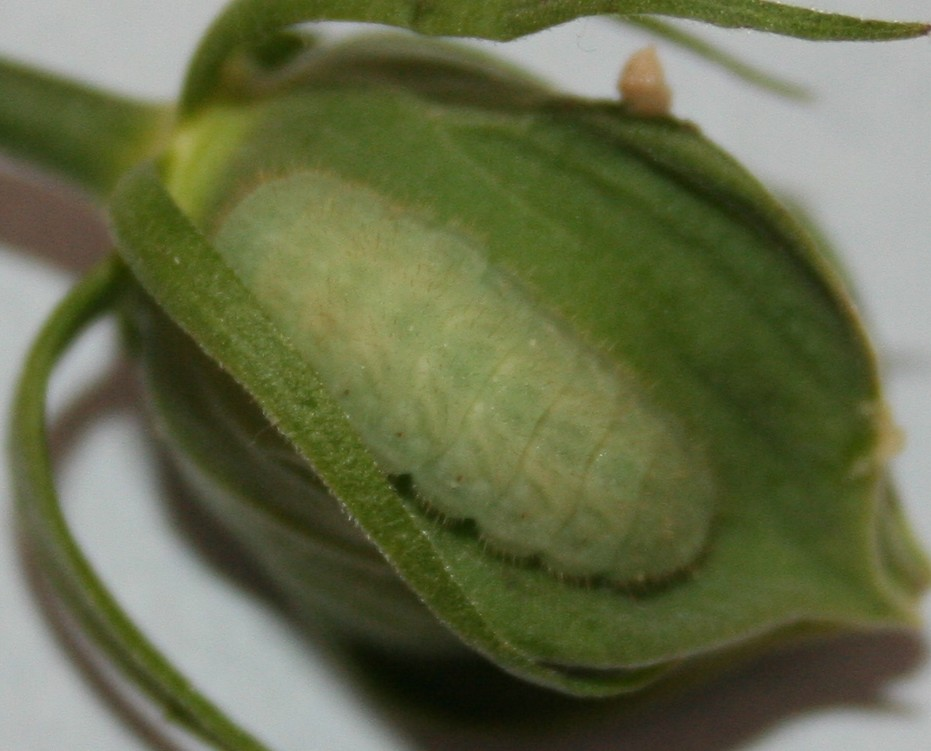
Ấu trùng Strymon melinus

Strymon là một chi của scrub hairstreaks, các loài bướm trong họ Lycaenidae. Chúng rất khác biệt so vớitribe Eumaeini, và đã từng được xếp vào một tribe monotypic Strymonini.

## Các loài
- Strymon acaciae
- Strymon acaciaeformis
- Strymon acadica
- Strymon acis
- Strymon aeroides
- Strymon affinis
- Strymon albata
- Strymon albofasciata
- Strymon albosparsa
- Strymon albovirgata
- Strymon alea
- Strymon alineata
- Strymon aliparops
- Strymon amphyporphyra
- Strymon andrewi
- Strymon arola
- Strymon astiocha
- Strymon atrofasciata
- Strymon austrinus
- Strymon avalona
- Strymon badiofasciata
- Strymon baptistorum
- Strymon basalides
- Strymon basilides
- Strymon bazochii
- Strymon bebrycia
- Strymon beccarii
- Strymon bialbolineata
- Strymon borus
- Strymon brevicaudis
- Strymon bubastus
- Strymon buchholzi
- Strymon californica
- Strymon caryaevorus
- Strymon cestri
- Strymon chlorophora
- Strymon cilicica
- Strymon clarionensis
- Strymon columella
- Strymon coolinensis
- Strymon coronos
- Strymon crambusa
- Strymon crossoea
- Strymon cyanofusca
- Strymon cycnus
- Strymon dejeani
- Strymon deleta
- Strymon delineata
- Strymon desertorum
- Strymon echion
- Strymon erythrophobia
- Strymon esakii
- Strymon excessa
- Strymon falacer
- Strymon faunalia
- Strymon favonius
- Strymon fentoni
- Strymon fletcheri
- Strymon formosana
- Strymon fountaineae
- Strymon franki
- Strymon frigidior
- Strymon fulva
- Strymon fulvior
- Strymon fulvofasciata
- Strymon fulvofenestrata
- Strymon fumosa
- Strymon gerhardi
- Strymon godarti
- Strymon golbachi
- Strymon heathii
- Strymon humuli
- Strymon hyperici
- Strymon ilicis
- Strymon ilicoides
- Strymon inalpina
- Strymon inorata
- Strymon inornata
- Strymon istapa
- Strymon italica
- Strymon kingi
- Strymon lacyi
- Strymon lariyojoa
- Strymon latefasciata
- Strymon latifasciata
- Strymon limenia
- Strymon liparops
- Strymon lois
- Strymon lorrainea
- Strymon lutea
- Strymon lynceus
- Strymon mackwoodi
- Strymon major
- Strymon marcidus
- Strymon mardinus
- Strymon martialis
- Strymon maura
- Strymon meinersi
- Strymon melinus
- Strymon minor
- Strymon minuta
- Strymon montanensis
- Strymon mulucha
- Strymon muskoka
- Strymon nicolayi
- Strymon nostras
- Strymon obsoleta
- Strymon oenone
- Strymon pallida
- Strymon pan
- Strymon paupera
- Strymon peristictos
- Strymon phellodendri
- Strymon phyllodendri
- Strymon powelli
- Strymon privata
- Strymon progressa
- Strymon provo
- Strymon pruina
- Strymon pruni
- Strymon prunoides
- Strymon ptorsas
- Strymon reducta
- Strymon rhaptos
- Strymon rufofusca
- Strymon saepium
- Strymon semialbofasciata
- Strymon semialbovirgata
- Strymon serapio
- Strymon setonia
- Strymon silenus
- Strymon souhegan
- Strymon spini
- Strymon strigosa
- Strymon suffusa
- Strymon sutschani
- Strymon swetti
- Strymon sylvinus
- Strymon tanakai
- Strymon w-album
- Strymon yojoa
- Strymon youngi
- Strymon ziba

## Hình ảnh

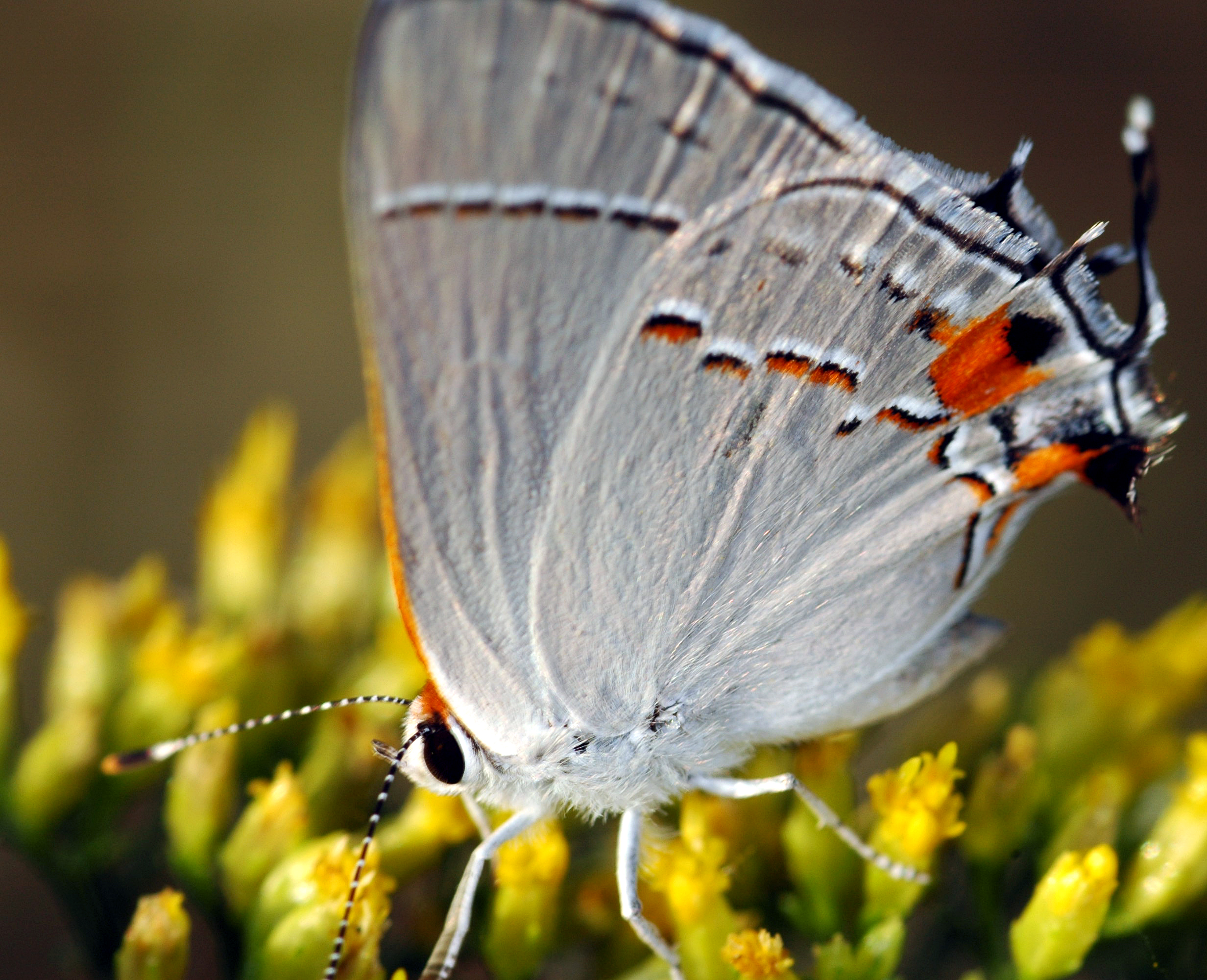
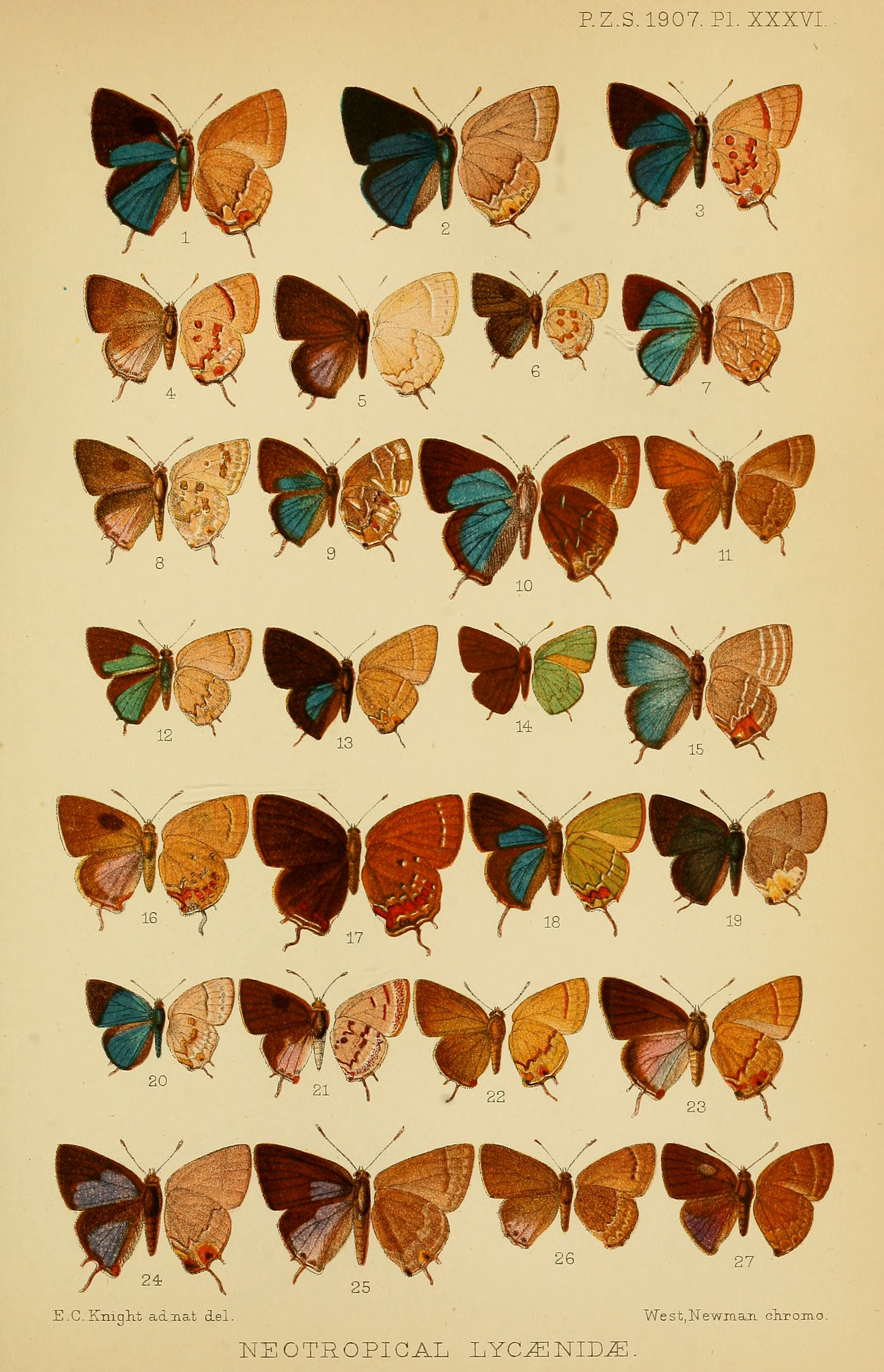

- Tư liệu liên quan tới Strymon tại Wikimedia Commons